# Церква Сен-Меррі (Париж)
 Церква Сен-Меррі  (фр. Église Saint-Merri) — католицька церква, побудована в стилі «полум'яніючої готики» у 1520—1612 роках на місці невеликої каплиці, від якої залишилася дзвіниця XIV століття; знаходиться на правому березі Сени в 4-му окрузі Парижа. Сен-Меррі була парафіяльною церквою італійських банкірів.

## Історія
Церква носить ім'я святого Меррі (Медерика), похованого тут у VIII столітті. Його останки досі знаходяться в крипті церкви.
Крипта, головний неф і бічні нефи датуються 1515—1520 роками, хор та апсида були закінчені в 1552 р. Будівництво завершилося в 1612 р., коли була піднята дзвіниця.
У XVII і XVIII століттях фасад неодноразово зазнав реставрації, однак у храмі збереглися вітражі XVI століття й чудове дерев'яне різьблення.
За часів Людовика XV було зруйновано амвон, а в 1558 році замінили переривчасті арки на склепінчасті, облицювали пілони хорів позолоченим стукотом і мармуром.
У 1703—1706 роках Растреллі створив у церкві мармуровий надгробок маркіза де Помпонія, який було зруйновано в 1792 році.
У 1793 р., під час Революції, в церкві знаходилася фабрика з випуску селітри.
В даний час фасад церкви прикрашають сучасні статуї.

## Твори мистецтва, які зберігаються в церкві
- П'єта , приписувана скульпторові Ніколя Лежандру, XVII століття. Третя капела нефу, зліва.
- Картина  Св. Карло Борромео  пензля Карла Ванлоо, 1753.